# Manlius (Nova York)
Manlius és una població dels Estats Units a l'estat de Nova York. Segons el cens del 2000 tenia 4.819 habitants.

## Demografia
Segons el cens del 2000, Manlius tenia 4.819 habitants, 2.056 habitatges, i 1.293 famílies. La densitat de població era de 1.045,3 habitants/km².
Dels 2.056 habitatges en un 32,6% hi vivien nens de menys de 18 anys, en un 51,8% hi vivien parelles casades, en un 9% dones solteres, i en un 37,1% no eren unitats familiars. En el 33,2% dels habitatges hi vivien persones soles el 15,6% de les quals corresponia a persones de 65 anys o més que vivien soles. El nombre mitjà de persones vivint en cada habitatge era de 2,33 i el nombre mitjà de persones que vivien en cada família era de 3.
Per edats la població es repartia de la següent manera: un 26,7% tenia menys de 18 anys, un 4,8% entre 18 i 24, un 27,7% entre 25 i 44, un 24,5% de 45 a 60 i un 16,3% 65 anys o més.
L'edat mediana era de 39 anys. Per cada 100 dones de 18 o més anys hi havia 79,8 homes.
La renda mediana per habitatge era de 45.492 $ i la renda mediana per família de 65.080 $. Els homes tenien una renda mediana de 49.600 $ mentre que les dones 29.118 $. La renda per capita de la població era de 26.434 $. Entorn del 3,2% de les famílies i el 6,4% de la població estaven per davall del llindar de pobresa.